# When the Circus Came to Town (film, 1913)
When the Circus Came to Town est un film muet américain réalisé par Colin Campbell et sorti en 1913.

## Fiche technique
- Réalisation : Colin Campbell
- Scénario : J. Edward Hungerford, d'après son histoire
- Date de sortie :  États-Unis : 2 juin 1913

## Distribution
- Roy Clark : Jimmy
- Baby Lillian Wade : Bess
- Smoke Ferguson : Joe
- Bessie Eyton : Mrs Ray